# 吳華峰
吳華峰（Ng Wah Fung，1978年6月16日—），生於香港，已退役香港籃球運動員，暱稱「波爾」，現時在伯裘書院擔任中學體育老師。

## 籃球生涯
吳華峰生於香港，小時侯只喜歡打機，對運動完全沒有興趣，幸好有梁國成（前香港男子籃球代表隊成員）在他13、14歲時令吳華峰第一次接觸籃球，由於當時吳華峰比同齡的人高，所以梁國成經常帶他到街場跟隊打籃球，中學就讀聖公會聖西門呂明才中學，及後升讀香港教育學院，於1996年展開甲一籃球生涯效力福建，及後效力永倫，於2012年轉會飛鷹，在2013年加盟福建，其中更代表永倫拿過3次冠軍指環，2014年由於兄弟梁國成任教的福建陷入低潮，吳華峰為了他才決定留守球隊多一年，於2015年3月27日對晉龍的高級組銀牌賽個人獨取19分以92–89勝出，聯賽煞科後正式宣告退役，最主要的因素是忽略了與家人的相處時間，退役後擔任中學體育老師。 

## 家庭生活
吳華峰已婚並育有兩女兒。朋友梁國成小時侯為吳華峰起了「波爾」的稱號，起初吳華峰以為他讚自己好像波爾，後來他才知道梁國成取笑他好像波爾一樣只有高瘦兩字。

## 外部連結
- 吳華峰在archive.fiba.com（archived）（英语）
- 吳華峰在Eurobasket.com（球員）（英语）